# Songs from the Underground
Songs from the Underground är en EP av Linkin Park, utgiven den 28 november 2008.

## Låtförteckning
1. "Announcement Service Public" [LPU 6.0] - 2:22
2. "QWERTY" (studio version) [LPU 6.0] - 3:21
3. "And One" (LPU 1.0) - 4:34
4. "Sold My Soul To Yo Mama" [LPU 4.0] - 1:57
5. "Dedicated (Demo 1999)" [LPU 2.0] - 3:10
6. "Hunger Strike" Chris Cornell feat. Chester B. - 4:15
7. "My December (Live 2008)" - 4:15
8. "Part Of Me" [LPU 1.0] - 7:27

Bonusspår
1. "Crawling" Chris Cornell feat. Chester B. - 4:49